# جاي جاي هنري
جاي جاي هنري (بالإنجليزية: J. J. Henry)‏ هو لاعب غولف أمريكي، ولد في 2 أبريل 1975 في فيرفيلد في الولايات المتحدة.

## وصلات خارجية
- الموقع الرسمي
- جاي جاي هنري على موقع رابطة لاعبي الغولف المحترفين (الإنجليزية)
- جاي جاي هنري على موقع التصنيف العالمي الرسمي للغولف (الإنجليزية)